# 小溪市镇
小溪市镇，是中华人民共和国湖南省邵陽市邵阳县下辖的一个乡镇级行政单位。
原为小溪市乡，2024年1月撤乡设镇。

## 行政区划
小溪市镇下辖以下地区：
小溪市社区、河沿村、田心村、山田村、梅洲村、白毛塘村、龙井村、岩门村、川门村、清水村、活水村、桥头村、跳石村和文昌村。